# جوبان (عفرين)
جوبان (بالكردية: Çobana‏) أو جوبانلي سابقًا هي قرية سوريّة تتبع إداريّاً لمحافظة حلب منطقة عفرين ناحية جنديرس. بلغ تعداد سكانها 143 نسمة حسب التعداد السكاني لعام 2004، و464 نسمة حسب قيود السجل المدني لنهاية عام 2005.